# Paratenuisentis
Paratenuisentis is een geslacht in de taxonomische indeling van de haakwormen, ongewervelde en parasitaire wormen die meestal 1 tot 2 cm lang worden. De worm behoort tot de familie Tenuisentidae. Paratenuisentis werd in 1975 beschreven door Laird & Bullock.